# Sugarcreek (Ohio)
Sugarcreek és una població dels Estats Units a l'estat d'Ohio. Segons el cens del 2000 tenia 2.174 habitants.

## Demografia
Segons el cens del 2000, Sugarcreek tenia 2.174 habitants, 873 habitatges, i 639 famílies. La densitat de població era de 220,9 habitants per km².
Dels 873 habitatges en un 33,4% hi vivien nens de menys de 18 anys, en un 66% hi vivien parelles casades, en un 4,9% dones solteres, i en un 26,8% no eren unitats familiars. En el 25,5% dels habitatges hi vivien persones soles el 15% de les quals corresponia a persones de 65 anys o més que vivien soles. El nombre mitjà de persones vivint en cada habitatge era de 2,49 i el nombre mitjà de persones que vivien en cada família era de 3.
Per edats la població es repartia de la següent manera: un 25,2% tenia menys de 18 anys, un 8,7% entre 18 i 24, un 27% entre 25 i 44, un 21,2% de 45 a 60 i un 17,8% 65 anys o més.
L'edat mediana era de 38 anys. Per cada 100 dones de 18 o més anys hi havia 91 homes.
La renda mediana per habitatge era de 36.360 $ i la renda mediana per família de 43.707 $. Els homes tenien una renda mediana de 32.068 $ mentre que les dones 19.792 $. La renda per capita de la població era de 16.107 $. Aproximadament el 6,8% de les famílies i el 7,2% de la població estaven per davall del llindar de pobresa.

## Poblacions més properes
El següent diagrama mostra les poblacions més properes.